# Anika Noni Rose

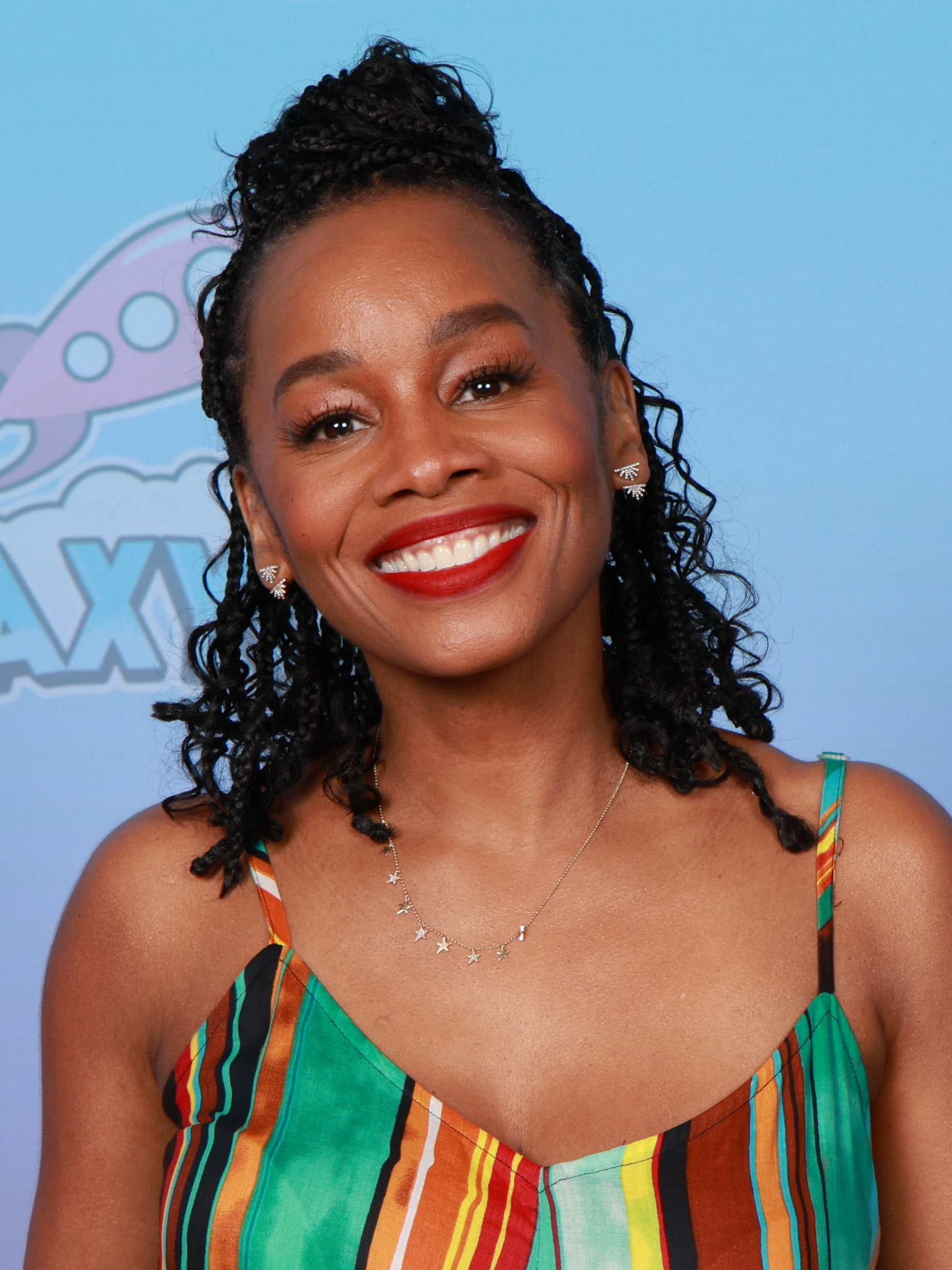
Anika Noni Rose (2024)

Anika Noni Rose (* 6. September 1972 in Bloomfield, Connecticut) ist eine US-amerikanische Schauspielerin.

## Leben
Die Afroamerikanerin, die ursprünglich Tierärztin werden wollte, kam an der Highschool mit dem Gesang und der Schauspielerei in Berührung. Später besuchte Anika Noni Rose die Florida A&M University, wo sie ihr Studium der Theaterwissenschaft mit einem Bachelor abschloss. Nach ihrem Schauspielstudium am American Conservatory Theatre in San Francisco ging sie nach New York um eine seriöse Karriere als Schauspielerin zu starten. 1998 feierte sie ihr Broadway-Debüt mit der Nebenrolle der Rusty in dem Musical Footloose, dem weitere Auftritte in Off-Broadway-Produktionen folgten. Ihren Durchbruch erlebte sie 2004 mit dem Part der Emmie Thibodeaux in dem zwischen Musical und Drama angelegten Broadwaystück Caroline, Or Change, für das sie den renommierten Tony Award als beste Nebendarstellerin in einem Musical, den Theatre World Award und den Drama Desk Award gewann.
Parallel zu ihrer Arbeit am Theater erschien Anika Noni Rose Ende der 1990er Jahre auch im Film und Fernsehen. 2003 war sie in dem American-Idol-Vehikel Justin & Kelly: Beachparty der Liebe zu sehen, in dem sie neben den Wettbewerbsfinalisten Kelly Clarkson und Justin Guarini agierte. 2006 besetzte sie Bill Condon in seiner mehrfach für den Oscar nominierten Broadway-Verfilmung Dreamgirls, das sie einem breiten US-amerikanischen und deutschen Publikum bekannt machte. Angelehnt an die Karriere von Diana Ross und den Supremes berichtet der Film vom Aufstieg eines afroamerikanischen Gesangstrios Anfang der 1960er Jahre, das Rose gemeinsam mit den im Kino kaum erprobten Sängerinnen Beyoncé Knowles und Jennifer Hudson verkörperte. Für das Lied Almost There im Zeichentrickfilm Küss den Frosch (2009) erhielt sie in den USA eine Platin- sowie in Großbritannien eine Silberne Schallplatte. Für das Lied When We’re Human erhielt sie 2024 in den USA eine Goldene Schallplatte.

## Filmografie
- 1999: King of the Bingo Game (Kurzfilm)
- 2001: 100 Centre Street (Fernsehserie, eine Folge)
- 2002: Third Watch – Einsatz am Limit (Third Watch, Fernsehserie, eine Folge)
- 2003: Justin & Kelly: Beachparty der Liebe (From Justin to Kelly)
- 2003: Hack – Die Straßen von Philadelphia (Hack, Fernsehserie, eine Folge)
- 2004: Temptation
- 2004: Wie überleben wir Weihnachten? (Surviving Christmas)
- 2006: Dreamgirls
- 2007: The Starter Wife – Alles auf Anfang (The Starter Wife, Fernsehserie, sechs Folgen)
- 2008: Just Add Water
- 2008–2009: Eine Detektivin für Botswana (The No. 1 Ladies’ Detective Agency, Fernsehserie, sieben Folgen)
- 2009: Küss den Frosch (The Princess and the Frog, Stimme)
- 2010: For Colored Girls – Die Tränen des Regenbogens (For Colored Girls)
- 2010–2013: Good Wife (The Good Wife, Fernsehserie, 14 Folgen)
- 2011: LA Phil Live (Fernsehserie, eine Folge)
- 2011: Company
- 2011: Law & Order: Special Victims Unit (Fernsehserie, eine Folge)
- 2011: Kinect Disneyland Adventures (CS, Stimme)
- 2011: Damit ihr mich nicht vergesst (Have a Little Faith, Fernsehfilm)
- 2011: Stephen Kings Bag of Bones (Miniserie, zwei Folgen)
- 2012: Private Practice (Fernsehserie, fünf Folgen)
- 2012: Skyler
- 2012: Elementary (Fernsehserie, eine Folge)
- 2012: Die Simpsons (The Simpsons, Fernsehserie, eine Folge, Stimme)
- 2013: As Cool as I Am
- 2013: Khumba
- 2013: Half of a Yellow Sun
- 2013: The Watsons Go to Birmingham (Fernsehfilm)
- 2014: Imperial Dreams
- 2014: A Day Late and a Dollar Short (Fernsehfilm)
- 2016: Roots (Fernsehserie)
- 2016: Power (Fernsehserie)
- 2017: Du neben mir (Everything, Everything)
- 2017–2018: The Quad (Fernsehserie 19 Folgen)
- 2018: Assassination Nation
- 2019: The Killing of Kenneth Chamberlain
- 2020: Body Cam – Unsichtbares Grauen (Body Cam)
- 2020: Jingle Jangle Journey: Abenteuerliche Weihnachten! (Jingle Jangle: A Christmas Journey)
- 2020: Little Fires Everywhere (Miniserie, zwei Folgen)
- 2021: Maid (Miniserie, sieben Folgen)
- 2022: Pantheon (Fernsehserie, vier Folgen, Stimme)
- 2022: So finster die Nacht (Let the Right One In, Fernsehserie, zehn Folgen)
- 2023: Outlaw Johnny Black